# 星造船厂
64°35′06″N 39°48′00″E / 64.585°N 39.8°E
星造船厂（俄语：ОАО «Центр судоремонта „Звёздочка“»）是俄罗斯一家造船厂，位于俄罗斯联邦阿尔汉格尔斯克州北德文斯克的雅格里島（；Yagry）上，与制造核潜艇的北德文斯克造船厂隔海湾相望。苏联时期称「第893厂」，隶属苏联造船工业部。现在的全名是，字面翻译即联合股份企业「修船中心『星』」。

## 歷史
1946年7月9日，苏联部长会议批准建厂。1954年开始修理柴电动力潜艇。1962年11月6日第一次修理核潜艇K-33。从1993年开始大量拆解核潜艇。截至2007年4月1日，该厂拆解了22艘弹道导弹核潜艇（「扬基级」与"德尔塔-1, -2, -3级")，8艘攻击型核潜艇（「维克托-1, -2, -3级」），2艘奥斯卡级核潜艇等等。

## 分支机构
- 海豹造船厂，位于摩尔曼斯克州斯涅日诺戈尔斯克，1964年建厂，1966年建成，从事核潜艇修理。
- 阿斯特拉罕造船厂，位于阿斯特拉罕市
- 第35修船厂，位于摩尔曼斯克
- 第176修船厂，位于阿尔汉格尔斯克
- 1-я船厂, 位于索契附近的滨海小镇拉扎列夫斯科耶（Лазаревское）
- 第5修船厂，位于亚速海小城捷姆留克
- 科研生产联合体“螺旋桨”（即），位于莫斯科
- 「织女星」试验工厂，位于卡卢加州博罗夫斯克市
- 附属农场，位于总厂附近的Лая村

## 外部連結
- 星造船廠官方網站 （页面存档备份，存于）（俄文）